# Sheraton (Durham)
Sheraton – wieś w Anglii, w hrabstwie ceremonialnym Durham, w dystrykcie (unitary authority) Hartlepool. Leży 19 km na południowy wschód od miasta Durham i 365 km na północ od Londynu.